# Mércio Teixeira
Mércio Teixeira (Dom Pedrito, 26 de dezembro de 1889 — Bagé, 1 de julho de 1971) foi um político brasileiro. Exerceu o mandato de deputado federal constituinte pelo Rio Grande do Sul em 1946.